# Saxifraga alejandrei
Saxifraga alejandrei är en stenbräckeväxtart som beskrevs av P. Vargas. Saxifraga alejandrei ingår i Bräckesläktet som ingår i familjen stenbräckeväxter. Inga underarter finns listade i Catalogue of Life.